# Вулиця Котовського (Липецьк)
Вулиця Котовського — одна із вулиць Липецька, знаходиться у історичній місцевості Дике у Октябрському окрузі. Пролягає від вулиці Неделіна у південно-західному напрямку до балки паралельно вулиці Комсомольській, а потім вулиці Шкільній. 
Колишня назва — вулиця Карла Маркса. 23 січня 1936 року була перейменована разом із усіма вулицями у Дикому, що мали ідентичні назви в іншій частині міста. З цього часу вулиця називалася вулиця Тухачевського на честь маршала Радянського Союзу Михайла Тухачевського. Сучасну назву отримала 11 червня 1937 року на честь радянського військового і політичного діяча, героя громадянської війни Григорія Котовського (1881—1925).
Вулиця забудована приватними будинками. Перша ділянка була знесена під час будівництва поліклініки.